# Jesús Luján Gutiérrez
Jesús Luján Gutiérrez (Villa López, Chihuahua; 26 de abril de 1934-México D.F.; 21 de diciembre de 1993) fue un político mexicano y miembro del antiguo Partido Popular Socialista. Fue uno de sus más destacados militantes, sobre todo en su estado natal de Chihuahua.
Luján creció en Ciudad Juárez donde realizó sus estudios básicos para posteriormente emigrar a Salaices, en donde realizó sus estudios como maestro de educación primaria en la Escuela Normal Rural de Salaices de la cual se graduó en 1953. Jesús Luján Gutiérrez fue junto a Hildebrando Gaytán Márquez, uno de los principales representantes del PPS en el estado de Chihuahua, desempeñó además el cargo de representante del PPS ante el Instituto Federal Electoral y fue diputado federal a la XLVIII Legislatura de 1970 a 1973, a la L Legislatura de 1976 a 1979, a la LII Legislatura y la LIV Legislatura de 1988 a 1991, por la vía plurinominal o de partido en todas las ocasiones.
Luján fue candidato a diversos puestos de elección popular, siendo los más relevantes a Gobernador de Chihuahua en las elecciones de 1968, las elecciones de 1974 y en las elecciones de 1986; y a Senador por Chihuahua postulado por el Frente Democrático Nacional para las elecciones de 1988. También fue candidato a diputado federal de mayoría en 1964, 1967 y 1970, en las tres ocasiones por el Distrito 1 de Chihuahua.
Luján falleció el 21 de diciembre de 1993 en la Ciudad de México a la edad de 59 años a causa de una Acidosis metabólica que padecía de años atrás.